# Petrovka, 38
Petrovka, 38 (Петровка, 38) è un film del 1980 diretto da Boris Alekseevič Grigor'ev.

## Trama
Il film racconta i dipendenti dell'Investigazione Criminale di Mosca che stanno indagando sulle rapine commesse da un gruppo di criminali con gli occhiali scuri.